# القطاوية
قرية القطاوية هي إحدى القرى التابعة لمركز أبو حماد في محافظة الشرقية في جمهورية مصر العربية.

## التاريخ
قرية القطاوية من القرى القديمة. ذكرها الأسعد بن مماتي في كتابه قوانين الدواوين باسم «شمنديم»، ووردت في كتاب التحفة السنية لابن الجيعان باسم «شمنديل»، وفي تاريخ 1228هـ/1813م ذُكرت باسم «شمنديل الحطب»، وفي سنة 1235هـ/1820م نُسبت القرية إلى عرب القطاوية الذين يُمثلون جانب من سكانها، فعُرفت بالقطاوية. وفي سنة 1359هـ/1940م، نُقلت تبعية القرية من مركز الزقازيق إلى مركز أبو حماد المؤسس حديثًا وقتئذ.

## السكان
حسب إحصاءات سنة 2006، بلغ إجمالي السكان في القطاوية 22620 نسمة، منهم 11543 رجل و11077 امرأة.

## أعلام القرية
من أعلام القرية محمد أحمد صادق وزير الحربية الأسبق في عهد الرئيس محمد أنور السادات وأحمد الملط نائب المرشد العام للاخوان المسلمين سابقًا وجودت الملط رئيس الجهاز المركزي للمحاسبات السابق وأحمد باشا صادق قائد الحرس الملكى في عهد الملك فاروق الأول.